# 780
Évszázadok: 7. század – 8. század – 9. század
Évtizedek: 730-as évek – 740-es évek – 750-es évek – 760-as évek – 770-es évek – 780-as évek – 790-es évek – 800-as évek – 810-es évek – 820-as évek – 830-as évek
Évek: 775 – 776 – 777 – 778 –  779 – 780 – 781 – 782 – 783 – 784 – 785

## Események

### Európa
- Szeptemberben 30 éves korában meghal a tüdőbajos IV. León bizánci császár. A trónon 9 éves fia, VI. Kónsztantinosz követi, aki helyett Eiréné özvegy császárné és Sztaurakiosz főminiszter kormányoz régensként. A képrombolást ellenző Eiréné ellen hamarosan összeesküvés szerveződik, amely IV. León öccsét, Niképhoroszt szándékozik hatalomra juttatni. Amikor a terv kiderül Eiréné kolostorba száműzi az összeesküvőket (többek között az egyik thema főparancsnokát és a testőrparancsnokot), Niképhoroszt és négy öccsét pedig pappá szentelteti, amivel alkalmatlanná teszi őket az uralkodásra. Hogy ez a köznépnek is nyilvánvaló legyen, a volt hercegeknek kell cerebrálniuk a karácsonyi misét a Hagia Szophiában.
- A bizánci politikai válságot kihasználva al-Mahdí kalifa fia, Hárún betör a birodalomba és megsarcolja a keleti városokat.
- Meghal I. Nikétasz konstantinápolyi pátriárka. Utóda IV. Paulosz.
- Nagy Károly frank király személyesen felügyeli a szászok tömeges keresztelését és túszokat szed a nemesi családoktól. A keresztelés megtagadásáért halálbüntetést ír elő.
- Nagy Károly megalapítja az osnabrücki püspökséget.
- A mainzi püspökséget érsekségi rangra emelik.

### Ázsia
- Egy felkelés során meggyilkolják a kicsapongó életvitele miatt népszerűtlen, 21 éves Hjegong sillai királyt. A trónt az uralkodói dinasztia egyik mellékágából származó Szondok (addigi főminiszter) szerzi meg.
- Az Ujgur Kaganátusban a Kína elleni támadást ellenző Tunbaga tarkan fellázad Bögü kagán ellen, akit meggyilkol és elfoglalja a helyét.
- Jáván megkezdődik a Borobudur buddhista templomegyüttes építése (hozzávetőleges dátum).

## Születések
- Ahmad ibn Hanbal, arab teológus, jogtudós
- Utrechti Frigyes, fríz püspök, szent
- Tours-i Hugó, frank gróf
- Muhammad ibn Músza l-Hvárizmi, perzsa matematikus
- Hrabanus Maurus, frank teológus

## Halálozások
- szeptember 8. – IV. León, bizánci császár
- Hjegong, sillai király

## Fordítás
- Ez a szócikk részben vagy egészben  a(z)   780 című angol Wikipédia-szócikk ezen változatának fordításán alapul.  Az eredeti cikk szerkesztőit annak laptörténete sorolja fel. Ez a jelzés csupán a megfogalmazás eredetét és a szerzői jogokat jelzi, nem szolgál a cikkben szereplő információk forrásmegjelöléseként.